# ハインリヒ・ブリンガー

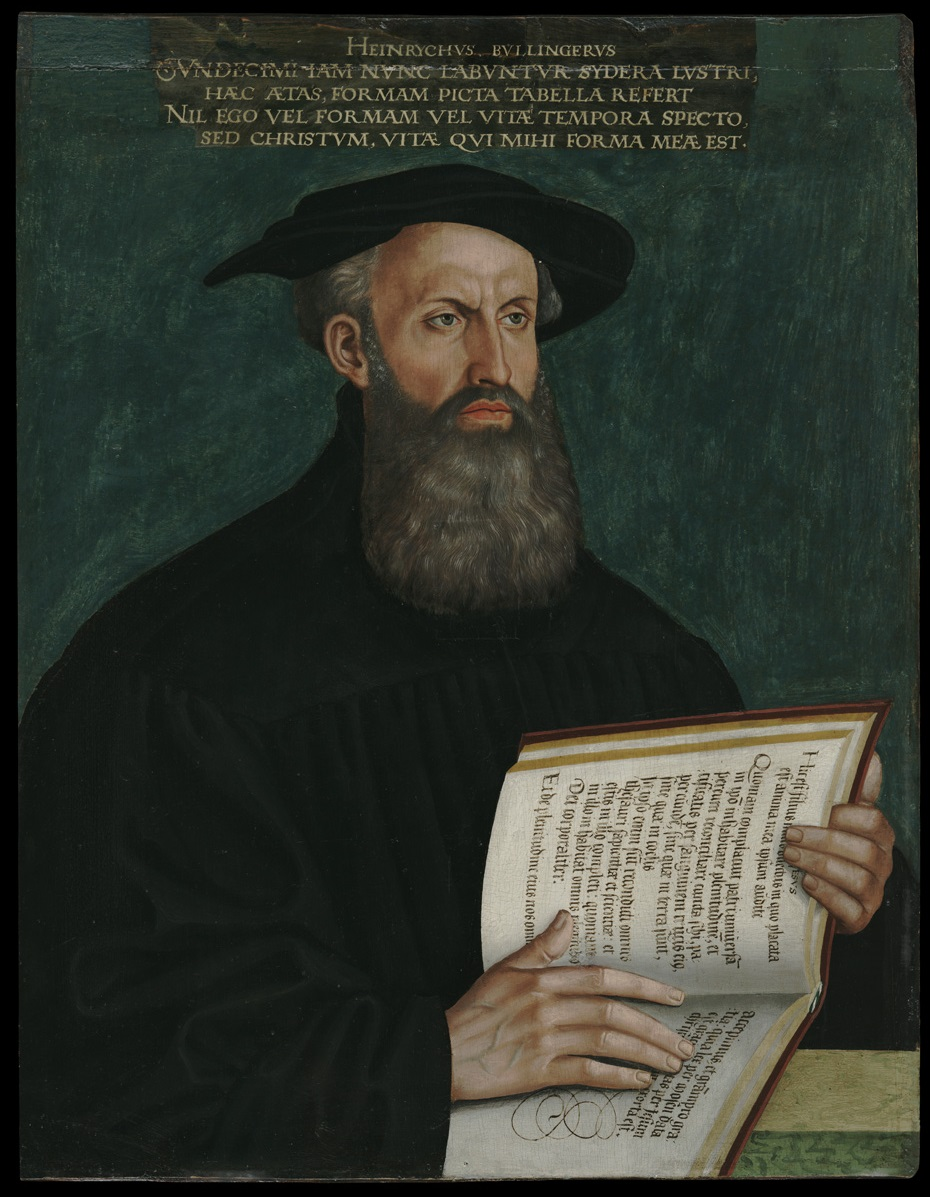
ハンス・アスペルによる肖像画、1550年ごろ。

ヨハン・ハインリヒ・ブリンガー（独: Johann Heinrich Bullinger、1504年7月18日 – 1575年9月17日）は、スイスの宗教改革者で、フルドリッヒ・ツヴィングリの後継者として、宗教改革で重要な神学者。「契約神学の父」と呼ばれる。

## 生涯
祭司ハインリヒ・ブリンガー（Heinrich Bullinger）と妻アンナ（Anna）の息子として、1504年7月18日にアールガウ州ブレムガルデンで生まれた。エメリッヒ・アム・ラインとケルン大学で教育を受け、ケルンではペトルス・ロンバルドゥスの著作から影響を受けて、聖アウグスティヌスやクリュソストモスなど教父の聖書への直接研究を読むようになった。同時代の人物ではマルティン・ルターとフィリップ・メランヒトンの著作からも影響を受けた。
1522年にカッペル修道院付属学校の教師に任命され、メランヒトンの『ロキ・コンムネス』（1521年）について教えた。1527年にはチューリッヒでフルドリヒ・ツヴィングリの説教を聴き、1528年よりツヴィングリに同伴して、ベルン討論に参加した。
1529年にブレムガルデンの牧師になり、修道女のアンナ・アドリッシュヴァイラー（Anna Adlischweiler）と結婚して11人の子女をもうけた。1531年10月11日のカッペルの戦いでツヴィングリが戦死すると、ブリンガーはブレムガルデンを離れ、12月9日にツヴィングリの後任としてチューリッヒの大聖堂教会牧師になった。
以降スイスでの宗教改革に尽力、1536年1月にバーゼルで第一スイス信仰告白を、1562年に第二スイス信仰告白を作成（1566年公表）した。このうち、第二スイス信仰告白はスイス、ハンガリー王国、ボヘミア王国などで採用された。ほかにも自身の著した『説教集』がオランダ語、英語に翻訳され影響力が大きかった。同時期の宗教改革者との関係では、イタリアの神学者レリオ・ソッツィーニとは文通する仲で、ルターとは聖餐問題で対立したが、ジャン・カルヴァンとは協力して1549年に聖餐に関する『チューリッヒ一致信条』を著し、宗教改革派を統合した。
1575年9月17日、チューリッヒで死去した。

## 著作
- 『第一スイス信仰告白（英語版）』（1536年[2]）
- 『セルモヌム・デカデス』（Sermonum Decades、『説教集』とも、1549年 – 1551年）
- 『チューリッヒ一致信条（英語版）』（Consensus Tigurinus、1549年[1]）
- 『第二スイス信仰告白（英語版）』（1562年[2]）

このほかにも文通集がのちに出版されている。

## 関連図書
- Johann Kaspar Mörikofer (1876). “Bullinger, Heinrich”. Allgemeine Deutsche Biographie (ドイツ語). Vol. 3. Leipzig: Duncker & Humblot. pp. 513–514.
- Wood, James, ed. (1907). “Bullinger, Heinrich” . The Nuttall Encyclopædia (英語). London and New York: Frederick Warne.
- ロベルト・シュトゥッペリヒ『ドイツ宗教改革史研究』ヨルダン社、1984年。doi:10.11501/12218081。
- 牧田吉和「ブリンガー，ヨーハン・ハインリヒ」『新キリスト教辞典』いのちのことば社、1991年、1104-1105頁。